# Daniel Rey Piuma

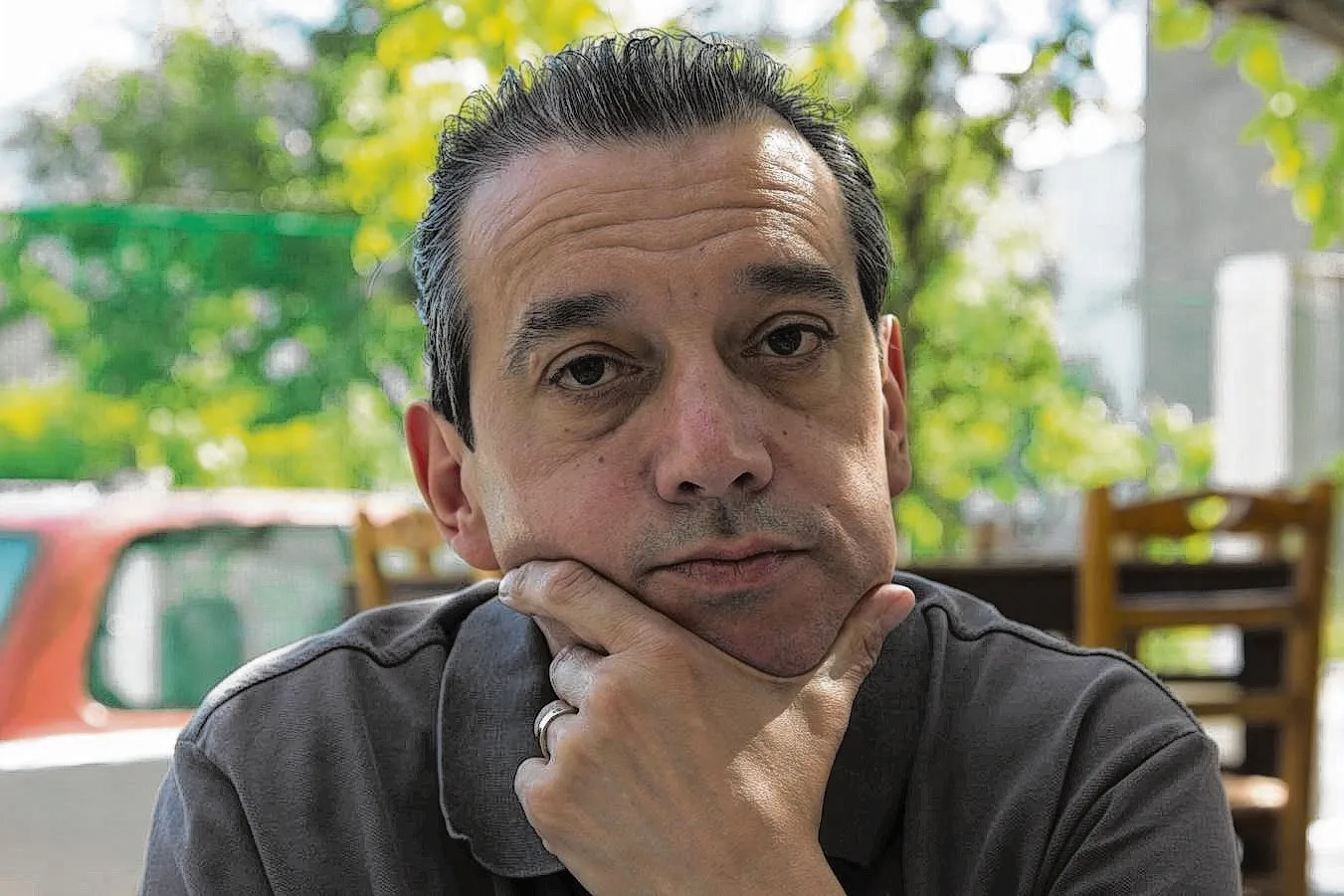
Daniel Rey Piuma

Daniel Rey Piuma (Montevideo, 15 april 1958 - Rotterdam, 21 augustus 2016) was een Uruguayaans grafisch ontwerper, fotograaf en activist. Hij legde getuigenissen af tijdens een megaproces in 2012 tegen voormalige leden van het Videla-regime (1976-1981) wegens het schenden van mensenrechten in Argentinië.

## Achtergrond
Van 1973 tot 1985 was Uruguay een militaire dicatuur. Alle politieke macht lag in de handen van rechtse, militaire leiders. Andersdenkenden, vooral links, werden met geweld onderdrukt.

## Biografie

### In militaire dienst
Piuma werd geboren in de Uruguayaanse hoofdstad Montevideo. Als jongeman van 19 kwam hij via de militaire dienstplicht te werken bij de Marine. Vanwege zijn werkervaring als fotograaf, werd hij ingedeeld bij een technische afdeling van de inlichtingendienst. Het kantoor waar Piuma werkte, werd ook gebruikt als gevangenis en overhoringscentrum door het militaire regime. Piuma sloot zich aan bij het verzet en infiltreerde de militaire dienst. Hij gaf informatie door aan de ondergrondse politieke en mensenrechtenorganisaties. Hij had toegang tot de archieven waarin informatie stond over het gebruik van marteling door het regime. Als infiltrant moest Piuma toezien hoe een aantal van zijn vrienden uit het verzet werden gemarteld.

### Het documenteren van de dodenvluchten
Regelmatig spoelden er lijken aan op de stranden van Uruguay. Dit waren de lichamen van Argentijnse andersdenkenden en vermeende tegenstanders van het Videla regime. Tijdens de regeerperiode van president Videla werden duizenden Argentijnen ontvoerd, gemarteld en gedrogeerd uit vliegtuigen gegooid boven de Rio de la Plata of de Atlantische Oceaan. In Argentinië worden deze slachtoffers van de Vuile Oorlog aangeduid als los desaparecidos en het aantal slachtoffers wordt ingeschat op 30.000. De militaire leiders van Uruguay wisten via Operatie Condor van de situatie van de dodenvluchten maar ze deden niks om de moorden te voorkomen. De aangespoelde lijken werden wel gedocumenteerd in de militaire archieven in Montevideo. Foto's van de lijken behoorden ook tot de verzamelde informatie. Piuma maakte zelf ook foto's van de lichamen. Na drie jaar bij de militaire dienst moest Piuma samen met zijn vrouw vluchten. In zijn kleren smokkelde hij gekopieerd bewijsmateriaal mee naar Brazilië in 1980.

### Politiek asiel in Nederland
In Brazilië kon Piuma enige tijd onderduiken. In die periode werd hij bezocht door een Nederlandse delegatie geleid door Liesbeth den Uyl, vrouw van voormalig minister-president Joop den Uyl. De delegatie regelde dat Piuma en zijn vrouw asiel konden krijgen in Nederland als politieke vluchtelingen. Het bewijsmateriaal uit de archieven van Montevideo werd door Piuma in zijn kleren mee naar Nederland gesmokkeld. Dit bewijs en Piuma's getuigenis werden in 2012 gepresenteerd tijdens een megaproces in Argentinië waarbij 68 verdachten terecht stonden voor misdaden tegen de menselijkheid. Onder het bewijs vielen niet alleen de foto's maar ook documenten betreffende geheime martelpraktijken en adressen van oorlogsmisdadigers.

### Later leven
Na zijn aankomst in Nederland bleef Piuma actief als een linkse activist in de Nederlandse krakersbeweging en in solidariteitsbewegingen voor Latijns Amerika. In 2002 protesteerde hij op de Dam met borden waarop foto's van vermoorde Argentijnen stonden tegen het huwelijk van Kroonprins Willem-Alexander en Máxima Zorreguieta, vlak voor het plaatsvinden van de trouwceremonie. Piuma's protest was gericht tegen het feit dat Máxima's vader, Jorge Zorreguieta, minister van landbouw was geweest in Videla's kabinet. Kort voor het huwelijk werd Piuma gearresteerd en zijn computer in beslag genomen.
Piuma overleed na een korte ziekte in 2016. Zijn archief met daarin o.a. de informatie over de dodenvluchten is door zijn vrouw geschonken aan het Internationaal Instituut voor Sociale Geschiedenis.